# جين برين
جين برين (بالإنجليزية: Gene Breen) هو لاعب كرة قدم أمريكية أمريكي، ولد في 21 يونيو 1941.